# Cormac Mac Airt
Cormac mac Airt, dans la mythologie celtique irlandaise, est un Ard rí Érenn (roi suprême) d’Irlande légendaire, dont la résidence est Tara. Il aurait régné de 226 à 266 selon les dates traditionnelles des Annales des quatre maîtres. Cormac mac Airt est identifié au roi « Corbmac » du Baile Chuinn Chétchathaig.

## Règne
Fils de Art mac Cuinn, réputé pour sa sagesse, la tradition le décrit comme un législateur équitable à l'origine des coutumes de Tara, ce personnage apparaît notamment dans un texte intitulé Forbuis Droma Damhghaire (le Siège de Druim Damhghaire), et qui raconte son expédition guerrière contre la province de Munster, sous prétexte qu’elle n'a pas payé le « Boroma ». Il s'agit d’un impôt payable en bétail que les rois des quatre provinces doivent au Ard-ri. Le roi de Munster fait appel au druide Mog Ruith, dont la puissante magie provoque la défaite de Cormac. Il est souvent conseillé par les druides Cithruadh et Fis.
L’étymologie de son nom est apparentée à celui de la bière, servie lors des festins. Festins offerts par le roi qui symbolise la générosité et la redistribution des richesses, une des fonctions de la royauté. Art, que l’on retrouve dans le nom du roi Arthur, désigne l'ours, animal emblématique du roi, chez les Celtes.
Selon l'entrée des Annales des quatre maîtres relative à sa mort, Comarc mac Airt serait mort étouffé par une arête de saumon plantée dans sa gorge à la suite d'un sort jeté par des druides.

## Parenté
Les généalogies légendaires accordent trois épouses et quatre fils à Cormaic mac Airt :
1. Eithne Tháebfhota, fille de Cathair Mór ou de Dúnlaig mac Énnae Nia ;
2. Dáire Draigen/Lifen du Corcu Barddéine ;
3. Ciarnait d'origine picte ou du Leinster.

La maternité de son fils Cairbre Lifechair est attribuée à chacune des trois femmes selon les sources. Par contre deux autres fils : Dáire mac Cormaic et Cellach sont toujours considérés comme les enfants de Ciarnait. Le nom de la mère de son dernier fils Muiredach n'est jamais précisé.
La tradition lui attribue également une fille Grainne donnée comme épouse du vieux roi des Fianna Fionn Mac Cumhaill, elle s'enfuit avec Diarmuid Ua Duibhne, le fils adoptif de son époux. Ce récit est vraisemblablement un prototype de la légende de Tristan et Iseut.